# Nassef Chourak
Naseef Chourak (Woerden, Países Bajos, 21 de julio de 2004) es un futbolista neerlandés que juega de centrocampista en el Jong Ajax de la Eerste Divisie.

## Primeros años
Procede de la Provincia de Holanda Meridional de los Países Bajos. He is of Moroccan descent.

## Trayectoria
Canterano cotizado, destacó en los equipos de cantera del Sparta de Róterdam y del ADO La Haya y protagonizó un tira y afloja entre el Feyenoord y el Ajax de Ámsterdam en 2022. Al parecer, su fichaje por el Chelsea F. C. de la Premier League se frustró al cambiar la normativa británica tras la salida del Reino Unido de la UE.
En agosto de 2023 firmó un contrato profesional de un año con el Ajax, con opción a dos años más. Ese mes, el 25 de agosto de 2023 debutó con el Jong Ajax en la Eerste Divisie a domicilio contra el S. C. Cambuur.
En agosto de 2024 firmó un nuevo contrato de tres años con el Ajax.

## Estadísticas

### Clubes
Actualizado al último partido disputado el 1 de noviembre de 2024.
| Club                     | Div.          | Temporada     | Liga  | Liga  | Liga   | Copas nacionales | Copas nacionales | Copas nacionales | Copas internacionales | Copas internacionales | Copas internacionales | Total | Total | Total  |
| Club                     | Div.          | Temporada     | Part. | Goles | Asist. | Part.            | Goles            | Asist.           | Part.                 | Goles                 | Asist.                | Part. | Goles | Asist. |
| ------------------------ | ------------- | ------------- | ----- | ----- | ------ | ---------------- | ---------------- | ---------------- | --------------------- | --------------------- | --------------------- | ----- | ----- | ------ |
| Jong Ajax · Países Bajos | 2.ª           | 2023-24       | 33    | 4     | 4      | —                | —                | —                | —                     | —                     | —                     | 33    | 4     | 4      |
| Jong Ajax · Países Bajos | 2.ª           | 2024-25       | 9     | 1     | 1      | —                | —                | —                | —                     | —                     | —                     | 9     | 1     | 1      |
| Jong Ajax · Países Bajos | Total club    | Total club    | 42    | 5     | 5      | 0                | 0                | 0                | 0                     | 0                     | 0                     | 42    | 5     | 5      |
| Total carrera            | Total carrera | Total carrera | 42    | 5     | 5      | 0                | 0                | 0                | 0                     | 0                     | 0                     | 42    | 5     | 5      |